# Oister
OiSTER er et dansk online lavpris teleselskab, der blev etableret i 2008.
Fra begyndelsen var det eneste produkt mobilt bredbånd, men i 2010 blev forretningen udvidet til også at omfatte mobiltelefoni. Siden lanceringen af mobiltelefoni har OiSTER deltaget aktivt i priskrigen på det danske telemarked. OiSTER er en selvstændig forretningsenhed under Hi3G Danmark ApS, der også driver teleselskabet 3. OiSTER og 3 benytter samme netværk. OiSTER fungerer dog selvstændigt med egen administration, kundeserviceafdeling og eget faktureringssystem.[kilde mangler] Hovedkontoret er beliggende i Københavns Sydhavn.
OiSTERs direktør var fra 2008 til 2011 Kenneth Boye, som blev afløst i 2011 af Jesper Bennike indtil december 2020. Fra januar 2021 har Anthony Lim været direktør.